# Pyotr Vasilyev
Pyotr Vasilyev (Пётр Васильев), (ur. 21 kwietnia 1981) – uzbecki pływak, dwukrotny olimpijczyk.

## Występy na igrzyskach olimpijskich
Pyotr Vasilyev dwukrotnie występował na igrzyskach olimpijskich. Po raz pierwszy wystąpił w sztafecie 4 x 100 m w stylu dowolnym na igrzyskach w Sydney. Sztafeta została w eliminacjach zdyskwalifikowana.
Ponownie wystąpił w Atenach, tym razem na dystansie 200 m w stylu dowolnym. W wyścigu eliminacyjnym uzyskał czas 1:56,93 m zajmując 8. miejsce. Tym samym odpadł z dalszej rywalizacji. Został ostatecznie sklasyfikowany na 57 miejscu.